# Clorur d'oxalil
El clorur d'oxalil és un compost químic lacrimogen que té la fórmula (COCl)₂. Aquest líquid incolor i d'olor pungent és el diclorur d'acil de l'àcid oxàlic i es fa servir com a reactiu en la síntesi orgànica. Es pot preparar tractant àcid oxàlic amb pentaclorur de fòsfor. El químic francès Adrien Fauconnier esdevingué el primer a produir clorur d'oxalil el 1892, quan feu reaccionar oxalat de dietil amb pentaclorur de fòsfor.